# Maple Valley (Washington)
Maple Valley est une ville du Comté de King, état de Washington.
Sa population était de 22 684 habitants en 2010.
La ville a été fondée en 1879, son nom à l'origine était Vine Maple Valley.